# Легенда Алкатраза
Затвор Алкатраз смештен у заливу Сан Франциско на острву Алкатраз је наводно једно од најважнијих уклетих места у Америци и такође се назива као уклети затвор.
Лос Анђелес тајмс овај затвор описује као: Алкатраз је најозлоглашенији савезни затвор који је ова земља икад видела. Његова историја иде далеко и дубоко, као и приче, гласине и легенде. Американци помињу зле духове који су се наводно налазили на острву и пре него што је затвор отворен. Марк Твен је документовао језиву атмосферу на острву после посете. Описао га је: Хладан је као зима, чак и у летњим месецима.
Затвореници, шумари, и посетиоци пријављују како се у затвору дешавају паранормалне појаве: чују шапате из ћелија, врата ћелија се закључавају, чују звукове са ходника, постоје хладна места, понекад се чују музички инструменти и шиваће машине. Научници одбацују доказе да је Алкатраз уклет и сматрају ову тврдњу као бесмислицу.

## Доживљавање Алкатраза
Џери Луис Чампион Јр. изјавио је: Лако је видети да Алкатраз садржи легенду и приче о духовима и изгубљеним душама. Истраживачи паранормалног су размотрили да је овај затвор један од најважнијих уклетих места на свету. Истраживач паранормалног Моли Стјуард је Алкатраз прогласио крајње уклетим.
Према историчарима, острво Алкатраз је већ и пре отварања затвора било познато по томе што се веровало да тамо живе духови и тако је стекло репутацију лошег острва. На острву су пронађени остаци људи те археолошки артефакти који би могли доказати да је острво некада било Индијанско гробље.

## Паранормалне активности

### Затвореници и стражари
Према писцима као што су Е. Флоид, скоро сваки стражар и функционер који је тамо служио, приметио је нешто необично. Неки од затвореника су примећивали чудне активности у затвору. Наводно су виђали духове Индијанаца који су погинули током Америчког грађанског рата. Затвореници, који су након одслуживања казне пуштени из затвора, проглашени су луди јер су тврдили како чују чудно шапутање усред ноћи, плава светла и фигуре, те звекет ланаца из ћелија које су биле празне.
Један затвореник је у Д-блоку стражарима говорио како по ноћи види сјајне црвене очи у мраку. Стражари му нису веровали. Целу ноћ је вриштао у ћелији а следећег јутра пронађен је мртав са пурпурним лицем и испупченим очима. Наводно је био задављен. Ово је један од најпознатијих случајева виђења духа у Алкатразу. Стражари су се у почетку смејали тврдњама овог затвореника, али како је време пролазило, неки су пријављивали како су доживели неуобичајене активности.

### Посетиоци и чувари
Од затварања затвора, многи тврде да чују чудне звукове, крике, плач и често се те појаве догађају у затворским блоковима. Необјашњиви кораци и стењање се пријављује у блоковима А и Б. Блок Ц наводно прогони дух бившег логораша Абиа Малдовитза који је убијен у перионици. Дана 5. септембра 1984. ренџер је ноћ у затвору провео сам. Тада на острву није било никог осим њега. Пробудила су га отварања врата у Ц-блоку, али није нашао узрок за то. Отварање врата се наставило и у другој ноћи.
Д-блок се сматра паранормалним а истражитељи кажу како се у овом блоку дешава највише активности у затвору. 4 од укупно 42 ћелије у овом блоку се сматрају уклетима и необјашњиви гласови су пријављени у ћелијама 11, 12 и 13. Ћелија 14-Д била је ћелија за најгоре кажњене затворенике у Алкатразу. Она се сматра најуклетијом. Многи кажу да је у тој ћелији увек хладно па чак и лети.